# Tinea strophiota
Tinea strophiota är en fjärilsart som beskrevs av Edward Meyrick 1911. Tinea strophiota ingår i släktet Tinea och familjen äkta malar. Inga underarter finns listade i Catalogue of Life.